# 군남면 (연천군)
군남면(郡南面)은 대한민국 경기도 연천군의 면이다.

## 행정 구역
| 법정리 | 한자명 | 행정리                    | 비고                |
| ------ | ------ | ------------------------- | ------------------- |
| 진상리 | 進祥里 | 진상1리, 진상2리          |                     |
| 옥계리 | 玉溪里 | 옥계1리, 옥계2리, 옥계3리 |                     |
| 삼거리 | 三巨里 | 삼거1리, 삼거2리          | 행정복지센터 소재지 |
| 왕림리 | 旺林里 | 왕림리                    |                     |
| 선곡리 | 仙谷里 | 선곡리                    |                     |
| 황지리 | 黃地里 | 황지리                    |                     |
| 남계리 | 楠溪里 | 남계1리, 남계2리          |                     |

## 주요 기관

### 관공서
- 임진농협 본점
- 연천경찰서 군남파출소
- 군남보건지소
- 연천소방서 군남119지역대
- 군남우체국
- 연천군 맑은물관리사업소

### 문화센터
- 군남면 주민자치센터

### 교육기관
- 군남초등학교
- 화진초등학교
- 군남중학교